# A vád tanúja (színdarab)
A vád tanúja (Witness for the Prosecution) Agatha Christie 1953-ban bemutatott színdarabja, saját 1925-ben írt, azonos című novellája alapján.
Magyarországon először a Miskolci Nemzeti Színházban mutatták be a darabot 1987. december 22-én Rátky György rendezésében, L. Pataricza Eszter fordításában, Tímár Éva (Christine Vole), Csapó János (Sir Wilfrid Robarts) és Körtvélyessy Zsolt (Leonard Vole) főszereplésével.
A darab magyarul először a Négy színmű című kötetben jelent meg az Európa Könyvkiadónál 2010-ben Dedinszky Zsófia fordításában.

## Keletkezése
A történet eredetileg egy novellának készült, és először 1925-ben adták ki az Amerikai Egyesült Államokban, Traitor Hands címmel a Flynn's Weekly folyóiratban. 1933-ban az Egyesült Királyságban is közzétették a The Hound of Death antológiában, majd tévéfilmmé és rádiójátékká adaptálták. A történetet 1948-ban végül Amerikában novelláskötetben is kiadták.
1953-ban Agatha Christie Peter Saunders producer győzködésére tovább dolgozott a szövegen, és mindössze három hét alatt színpadra adaptálta azt. Megváltoztatta Romaine Vole nevét Christine-re, valamint megváltoztatta a színdarab befejezését is - úgy érezte, hogy a színházba egy sokkal teátrálisabb, dramatikusabb befejezés dukál.
A színdarab 1953 októberében debütált a londoni Winter Garden Theatre-ben, hogy 1954-re a Pókháló (Spider's Web) és az Egérfogó (The Mousetrap) színdarabok mellett az írónő harmadik olyan műve, mely egy időben fut a West Enden - ezzel ő lett a világon az első nő, akinek ez sikerült.

## Szinopszis
A "tárgyalótermi krimi" témája egy gazdag asszony meggyilkolása, illetve az azt követő bírósági tárgyalás. A mesterien alkalmazott csavarok következtében nehéz eldönteni, hogy a vádlott bűnös vagy sem. 

## Szereplők
- A Nő
- Sir Wilfrid Robarts
- Janet Mackenzie
- Mr. Myers
- Greta
- Wainwright bíró
- Romaine Vole
- Hearne nyomozó
- Leonard Vole
- Mr. Mayhew
- Rendőr
- Detektív
- Dr. Wyatt

## Feldolgozások
Billy Wilder 1957-ben készítette el az azonos című híres filmváltozatot, melyben Marlene Dietrich és Charles Laughton játszották a főszerepet. A film költségvetése a kor átlagához képest magas volt, és a forgatás során csaknem kétszáz statisztát alkalmaztak. A film stáblistája után ott a kérés: "Kérjük, tartsa titokban a csattanót!"
A színdarabot 2010-ben az Európa Könyvkiadó is kiadta a Négy színmű című kötetben.
2017-ben Londonban nagyszabású produkcióban mutatták be, egy igazi bíróság, a londoni County Hall tárgyalótermében.
A krimit magyar színpadokon is több ízben bemutatták már.